# 영모재 및 분성군 김응수 가전고문서
영모재 및 분성군 김응수 가전고문서는 대한민국 경기도 광명시 노온사동에 있다. 2005년 1월 22일 광명시의 향토문화유산 제5호로 지정되었다.

## 개요
임진왜란 호성공신3등으로 책록된 김응수의 사당으로 일제시기에 지어졌지만 전통양식을 지켜 만든 사당이다.

## 같이 보기
- 김응수